# Teorema de Green-Tao
En matemàtiques, el teorema de Green-Tao és un teorema que afirma que el conjunt dels nombres primers conté progressions aritmètiques arbitràriament llargues. En altres paraules, per a un nombre natural k arbitrari, existeix una progressió aritmètica de k termes de nombres primers. Aquest teorema s'anomena així en honor dels matemàtics Ben Joseph Green i Terence Tao que el varen demostrar el 2004.

## Història
Aquest teorema mostra que existeixen successions arbitràriament llargues de nombres primers en progressió aritmètica. El matemàtic rus Txebixov va demostrar - al final del segle xix - el postulat de Bertrand segons el qual sempre existeix un nombre primer entre un natural i el seu doble: per exemple entre 2 i 4, hi ha 3; entre 8 i 16, hi ha 11; entre 100 i 200 hi ha 101, 103, etcètera.
Una progressió aritmètica és una successió de nombres tal que la diferència entre dos nombres consecutius de la successió és constant. Aquesta constant s'anomena la raó de la successió. Per exemple 3,5,7,9,11,13 és una successió aritmètica de raó 2. La successió 12,19,26,33,40 és una progressió de raó 7. El matemàtic Legendre, al final del segle xviii havia afirmat que tota progressió aritmètica infinita, el primer terme de la qual no té divisor comú amb la raó, conté una infinitat de nombres primers.
Per exemple la successió dels nombres senars 3,5,7,9,11 és una successió de raó 2. Com que 2, i el primer terme de la successió 3, no tenen cap divisor comú, hi ha una infinitat de nombres primeres senars. Aquest exemple no és un bon exemple, ja que a excepció de 2, tots els nombres primers són senars (els nombres parells són divisibles per 2 per tant els nombres parells diferents de 2 no són primers). Un exemple menys elemental és el següent: la successió 4,7,10,13,16,19... de raó 3 i de primer terme 4 conté una infinitat de nombres primers. Hi ha 2 successions més de raó 3:
1. 3,6,9,12,15,18 que està constituïda per múltiples de 3 i no conté cap altre nombre primer (excepte 3)
2. 2,5,8,11,14,17 la qual segons l'asserció de Legendre hauria de contenir una infinitat de nombres primers.

La demostració d'aquest teorema, deguda al matemàtic alemany, Lejeune-Dirichlet cap al 1840 serà a la base d'una nova disciplina: la teoria analítica dels nombres. Utilitza mètodes per estudiar les funcions d'una variable complexa, per tal de treure'n conclusions sobre els nombres primers. Demostra fins i tot més, per exemple que les dues successions de raó 3 citades més amunt (la que comença per 2 i la que comença per 1) contenen de mitjana tants nombres primers l'una com l'altre (demostració on es dona un sentit convenient al terme «de mitjana»).
La qüestió resolta per Green i Tao és diferent, però vinculada: pot hom trobar progressions aritmètiques finites, però de longitud arbitràriament gran, constituïdes únicament per nombres primers? Per exemple 3,5,7 és una progressió aritmètica de longitud 3 (i de raó 2) constituïda només per nombres primers.
- 5,11,17,23,29 és una progressió de raó 6 i de longitud 5;
- 7,37,67,97,127,157 és una progressió de raó 30 i de longitud 6

## Progressions conegudes
Green i Tao han demostrat que es poden trobar tals progressions de longitud tan gran com es desitgi. Però la demostració no diu com. Tot seguit es presenta una taula de les progressions més llargues conegudes
| k  | Primers des de n = 0 fins a k−1                                                                | Dígits | Any  | Descobridor                                  |
| -- | ---------------------------------------------------------------------------------------------- | ------ | ---- | -------------------------------------------- |
| 3  | (1769267·2340000 − 1) + (1061839·2456789 − 1769267·2340000)·n                                  | 137514 | 2007 | Jens Kruse Andersen, Jiong Sun, Daniel Heuer |
| 4  | (100997770 + 3624707n)·27751# + 1                                                              | 11961  | 2008 | Ken Davis                                    |
| 5  | ((49077426729 + 681402540n) · 205881·4001#/35·(205881·4001# + 1) + 6) · (205881·4001# − 1) + 7 | 5132   | 2007 | Ken Davis                                    |
| 6  | (32649185 + 3884057n)·3739# + 1                                                                | 1606   | 2006 | Ken Davis                                    |
| 7  | (143850392 + 114858412n)·3011# + 1                                                             | 1290   | 2006 | Ken Davis                                    |
| 8  | (4941928071 + 176836494n)·2411# + 1                                                            | 1037   | 2003 | Paul Underwood, Markus Frind                 |
| 9  | (805227062 + 54790161n)·941# + 1                                                               | 401    | 2006 | Mike Oakes                                   |
| 10 | (1079682357 + 109393276n)·607# + 1                                                             | 260    | 2006 | Mike Oakes                                   |
| 11 | (631346030 + 151515939n)·449# + 1                                                              | 195    | 2006 | Jeff Anderson-Lee                            |
| 12 | (1366899295 + 54290654n)·401# + 1                                                              | 173    | 2006 | Jeff Anderson-Lee                            |
| 13 | (1374042988 + 22886141n)·173# + 1                                                              | 78     | 2006 | Mike Oakes                                   |
| 14 | (1067385825 + 193936257n)·151# + 1                                                             | 69     | 2007 | Jens Kruse Andersen                          |
| 15 | (358766428 + 17143877n)·101# + 1                                                               | 48     | 2005 | Jens Kruse Andersen                          |
| 16 | (636435342 + 49408956n)·73# + 1                                                                | 38     | 2008 | Jeff Anderson-Lee                            |
| 17 | (1259891250 + 70154768n)·53# + 1                                                               | 29     | 2007 | Jens Kruse Andersen                          |
| 18 | (1051673535 + 32196596n)·53# + 1                                                               | 29     | 2007 | Jens Kruse Andersen                          |
| 19 | 62749659973280668140514103 + 107·61#·n                                                         | 27     | 2007 | Jaroslaw Wroblewski                          |
| 20 | 178284683588844176017 + 53#·n                                                                  | 21     | 2007 | Jaroslaw Wroblewski                          |
| 21 | 1925228725347080393 + 47#·n                                                                    | 20     | 2007 | Jaroslaw Wroblewski                          |
| 22 | 950203555027421 + 892·37#·n                                                                    | 18     | 2007 | Jaroslaw Wroblewski                          |
| 23 | 660593947782971 + 5414270·23#·n                                                                | 17     | 2008 | Raanan Chermoni, Jaroslaw Wroblewski         |
| 24 | 1606021011322579 + 3490622·23#·n                                                               | 17     | 2008 | Raanan Chermoni, Jaroslaw Wroblewski         |
| 25 | 6171054912832631 + 366384·23#·n                                                                | 16     | 2008 | Raanan Chermoni, Jaroslaw Wroblewski         |

## Tècnica de la demostració
La tècnica utilitzada té com a nova font d'inspiració la teoria ergòdica, una branca dels sistemes dinàmics (o equacions diferencials). La primera utilització d'aquest mètode data sens dubte treballs de Hillel Furstenberg, que va demostrar el teorema de Szemerédi. Aquest teorema afirma que una successió de densitat positiva posseeix progressions aritmètiques de longitud arbitrària. Tanmateix la successió dels nombres primers no és de densitat positiva. La proesa de Green i Tao és justament d'introduir nous mètodes que permeten esquivar aquesta dificultat.

## Extensió
El 2006, Tao and Tamar Ziegler va estendre el resultat per tal de cobrir progressions de polinomis. Més exactament, donats qualsevulla polinomis amb coeficients enters P1,..., Pk d'una incògnita m, hi ha una infinitat d'enters x, m tals que x + P1(m), ..., x + Pk(m) són simultàniament primers. El cas especial en què els polinomis són m, 2m, ..., km implica el resultat previ de què hi ha progressions aritmètiques de longitud k de nombres primers.